# Cryptaranea
Cryptaranea là một chi nhện trong họ Araneidae.